# Heliotropium
Los heliotropos (Heliotropium) son un género de plantas herbáceas de la familia Boraginaceae con unas 150 especies aceptadas, mientras casi 500 quedan todavía sin resolver taxonómicamente. Varias de ellas son populares plantas de jardín, siendo la más notable Heliotropium arborescens.

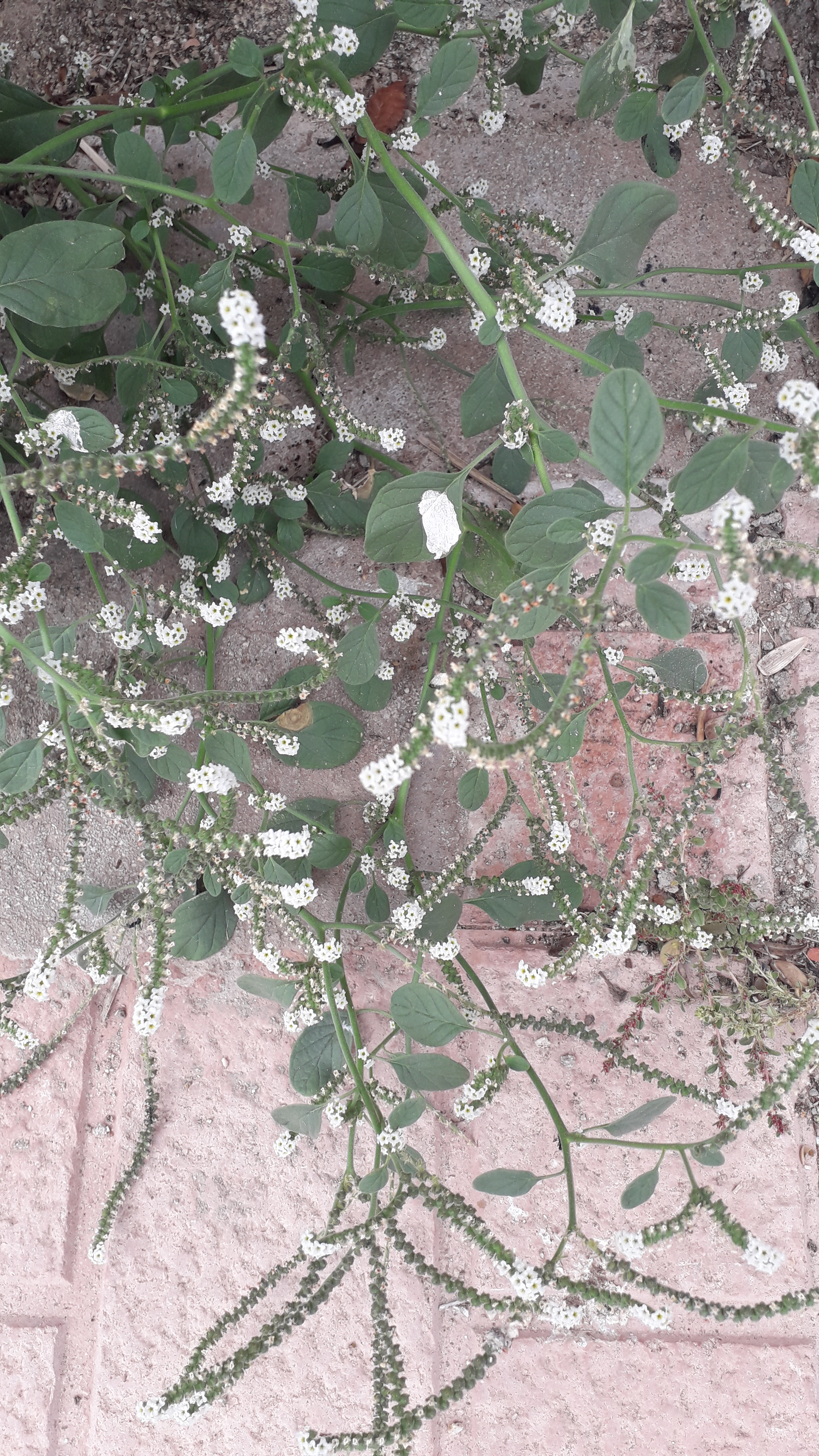
Heliotropo en Pepino

## Descripción
Son hierbas anuales o perennes o a veces arbustos pequeños; plantas hermafroditas. Hojas pecioladas. Inflorescencias en cimas helicoidales o flores solitarias a lo largo de los tallos frondosos; sépalos 5, libres o casi libres hasta la base; corola tubular, 5-lobada; estambres 5, insertos en la garganta del tubo de la corola; ovario 4-carpelar, frecuentemente 4-lobado, estilo terminal o ausente, estigma 1, de forma variable. Frutos secos, separados en 2 o 4 nuececillas al madurarse.
El Heliotropium arborescens, llamado comúnmente heliotropo es originario del Perú. Es un arbusto perenne tierno que crece de 2 a 6 pies de alto en su hábitat nativo. Esta planta presenta pequeñas flores violetas dulcemente fragantes a canela o vainilla, en grandes racimos vistosos que florecen desde el verano hasta el otoño. Las hojas ásperas, ovaladas, de color verde oscuro (de hasta 3 pulgadas de largo) tienen venas prominentes. El nombre del género proviene de la palabra griega heliotropion de helios que significa el sol y trope que significa un giro, una alusión a una antigua idea refutada de que las cabezas de las flores giraban con el sol. El epíteto específico significa que tiende a ser leñoso o con una forma similar a un árbol.

Este arbusto peruano es conocido en Europa como la planta de la tarta de cerezas por su dulce aroma a cereza, la flor de heliotropo es atractiva para los colibríes, las mariposas y otros insectos polinizadores.

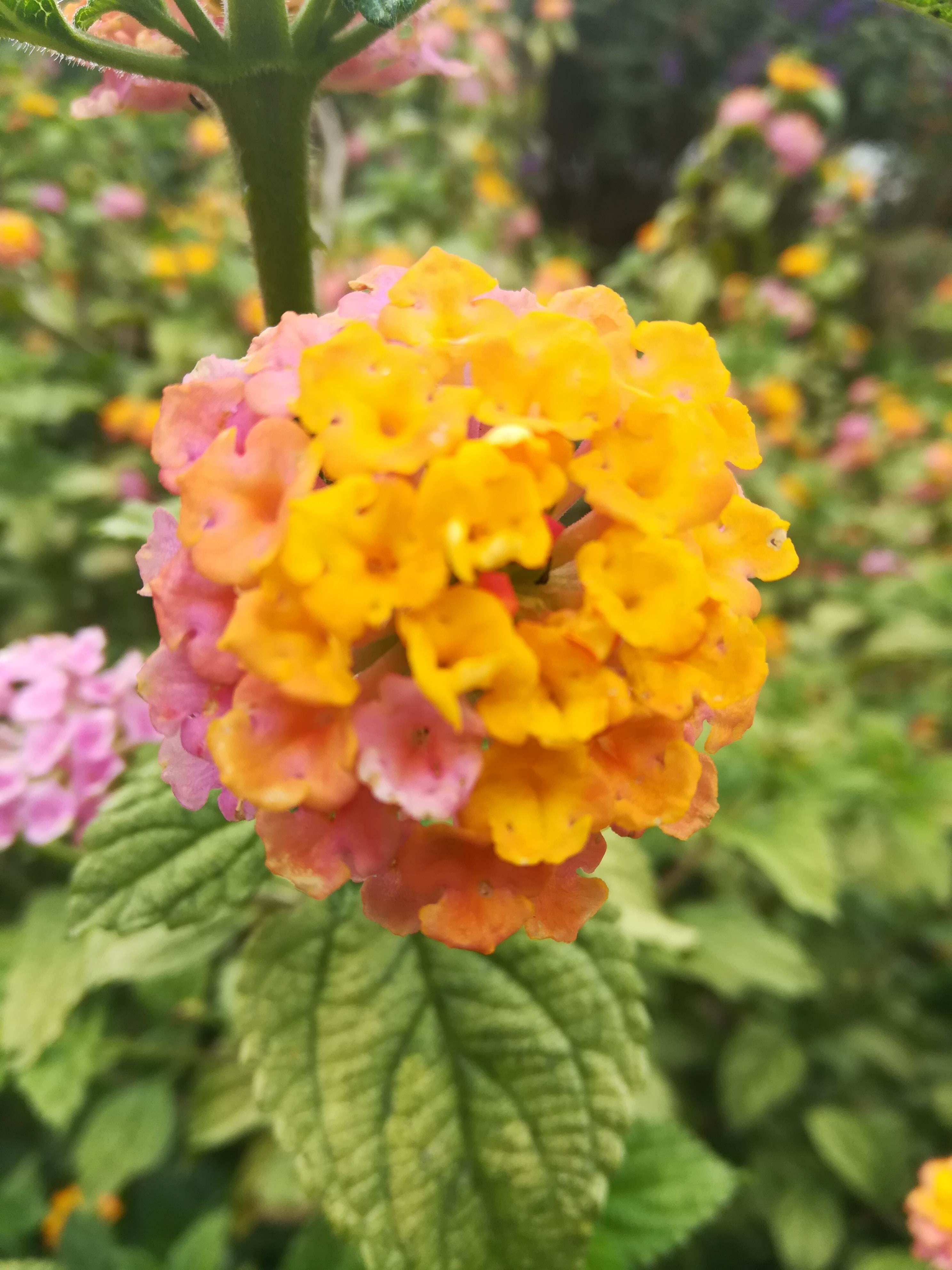
El heliotropo se usa por su aroma para esencias y perfumes

## Taxonomía
El género fue descrito por Carlos Linneo y publicado en Species Plantarum 1: 130. 1753. La especie tipo es: Heliotropium europaeum L.
Etimología
Heliotropium: nombre genérico que deriva de Heliotrope (Helios que significa en griego "sol", y tropein que significa "volver") y se refiere al movimiento de la planta mirando al sol.

## Especies aceptadas
- Heliotropium abbreviatum Rusby
- Heliotropium acutiflorum Kar. & Kir.
- Heliotropium adenogynum I.M. Johnst.
- Heliotropium albiflorum Engl.
- Heliotropium alii Y.J. Nasir
- Heliotropium amplexicaule Vahl
- Heliotropium anchusanthum Hiern
- Heliotropium anderssonii B.L. Rob.
- Heliotropium angiospermum Murray
- Heliotropium anomalum Hook. & Arn.
- Heliotropium arborescens L. - heliotropo de olor de vainilla, heliotropo fino, vainilla del Perú[4]
- Heliotropium argenteum Lehm.
- Heliotropium arguzioides Kar. & Kir.
- Heliotropium aucheri DC.
- Heliotropium auratum Phil.
- Heliotropium axillare Greenm.
- Heliotropium bacciferum Forssk.
- Heliotropium baclei DC.
- Heliotropium baluchistanicum Kazmi
- Heliotropium biannulatum Bunge
- Heliotropium burmanni Roem. & Schult.
- Heliotropium cabulicum Bunge
- Heliotropium calcareum Stocks
- Heliotropium calcicola Fernald
- Heliotropium campestre Griseb.
- Heliotropium capense Lehm.
- Heliotropium catamarcense I.M. Johnst.
- Heliotropium cerroleonense R. Degen
- Heliotropium chenopodiaceum (A.DC.) Clos
- Heliotropium chrysanthum Phil.
- Heliotropium ciliatum Kaplan
- Heliotropium confertifolium (Torr.) Torr. ex A. Gray
- Heliotropium coriaceum Lehm.
- Heliotropium cremnogenum I.M. Johnst.
- Heliotropium crispum Desf.
- Heliotropium curassavicum L.
- Heliotropium dasycarpum Ledeb.
- Heliotropium distantiflorum Hassl. ex I.M.Johnst.
- Heliotropium dolosum De Not.
- Heliotropium dunaense R. Degen
- Heliotropium ellipticum Ledeb.
- Heliotropium elongatum (Lehm.) Gürke
- Heliotropium eremogenum I.M.Johnst.
- Heliotropium erianthum I.M. Johnst.
- Heliotropium europaeum L.
- Heliotropium fallax I.M. Johnst.
- Heliotropium ferreyrae I.M. Johnst.
- Heliotropium filifolium I.M. Johnst.
- Heliotropium filiforme Lehm.
- Heliotropium floridum Clos
- Heliotropium foliosissimum J.F. Macbr.
- Heliotropium formosanum I.M.Johnst.
- Heliotropium geissei F. Phil.
- Heliotropium giessii M. Friedrich
- Heliotropium gillianum (Riedl) Kazmi
- Heliotropium glabriusculum (Torr.) A. Gray
- Heliotropium glomeratum A. DC.
- Heliotropium glutinosum Phil.
- Heliotropium greggii Torr.
- Heliotropium guanicense Urb.
- Heliotropium halacsyi Riedl
- Heliotropium hirsutissimum Grauer
- Heliotropium horizontale Small
- Heliotropium hintonii (I.M. Johnst.) I.M. Johnst.
- Heliotropium huascoense I.M. Johnst.
- Heliotropium incanum Ruiz & Pav.
- Heliotropium inconspicuum Reiche
- Heliotropium indicum L.
- Heliotropium intermedium Andrz.
- Heliotropium jaffiuelii I.M.Johnst.
- Heliotropium johnstonii Ragon.
- Heliotropium karwinskyi I.M. Johnst.
- Heliotropium kotschyi Gürke
- Heliotropium krauseanum Fedde
- Heliotropium kurtzii Gangui
- Heliotropium lagoense (Warm.) Gürke
- Heliotropium lamondiae Kazmi
- Heliotropium lanceolatum Ruiz & Pav.
- Heliotropium lasiocarpum Fisch. & C.A.Mey.
- Heliotropium leavenworthii Torr.
- Heliotropium leiocarpum Morong
- Heliotropium limbatum Benth.
- Heliotropium linariifolium Phil.
- Heliotropium lineare C.H. Wright
- Heliotropium lippioides Krause
- Heliotropium lobbii I.M. Johnst.
- Heliotropium longiflorum (A.DC.) Jaub. & Spach
- Heliotropium longistylum Phil.
- Heliotropium macrostachyum (DC.) Hemsl.
- Heliotropium madagascariense (Vatke) I.M. Johnst.
- Heliotropium mandonii I.M. Johnst.
- Heliotropium margaritense Hassl. ex I.M.Johnst.
- Heliotropium marifolium J.König ex Retz.
- Heliotropium megalanthum I.M. Johnst.
- Heliotropium mendocinum Phil.
- Heliotropium michoacanum I.M. Johnst.
- Heliotropium micranthos (Pall.) Bunge
- Heliotropium micranthum (Pall.) Bunge
- Heliotropium microphyllum Sw. ex Wikstr.
- Heliotropium microstachyum Ruiz & Pav.
- Heliotropium molle (Torr.) I.M. Johnst.
- Heliotropium muticum Domin
- Heliotropium myosotifolium (A.DC.) Reiche
- Heliotropium nicotianifolium Poir.
- Heliotropium ocellatum Cham.
- Heliotropium oliveranum Schinz
- Heliotropium ophioglossum C.B. Clarke
- Heliotropium ovalifolium Forssk.
- Heliotropium oxylobum I.M. Johnst.
- Heliotropium pallens Delile
- Heliotropium panifolium Burch. ex Hemsl.
- Heliotropium paradoxum (Mart.) Gürke
- Heliotropium paronychioides DC.
- Heliotropium parvifolium Edgew.
- Heliotropium patagonicum A. DC.
- Heliotropium perrieri J.S.Mill.
- Heliotropium philippianum I.M.Johnst.
- Heliotropium phylicoides Cham.
- Heliotropium pilosum Ruiz & Pav.
- Heliotropium pinnatisectum R.L. Pérez-Mor.
- Heliotropium piurense I.M. Johnst.
- Heliotropium polyanthellum I.M. Johnst.
- Heliotropium pringlei B.L. Rob.
- Heliotropium procumbens Mill. - rabo de alacrán[4]
- Heliotropium pseudoindicum H.Chuang
- Heliotropium pterocarpum (DC. & A.DC.) Hochst. & Steud. ex Bunge
- Heliotropium pueblense Standl.
- Heliotropium purdiei I.M.Johnst.
- Heliotropium pycnophyllum Phil.
- Heliotropium queretaroanum I.M. Johnst.
- Heliotropium remotiflorum Rech. f. & Riedl
- Heliotropium rufipilum (Benth.) I.M.Johnst.
- Heliotropium ruiz-lealii I.M. Johnst.
- Heliotropium schreiteri I.M. Johnst.
- Heliotropium sclerocarpum Phil.
- Heliotropium sessei I.M. Johnst.
- Heliotropium sinuatum (Miers) I.M.Johnst.
- Heliotropium stenophyllum Hook. & Arn.
- Heliotropium steudneri Vatke
- Heliotropium stevenianum Andrz.
- Heliotropium strigosum Willd.
- Heliotropium suaveolens M.Bieb.
- Heliotropium submolle Klotzsch
- Heliotropium subulatum Hochst. ex DC.
- Heliotropium supinum L.
- Heliotropium szovitsii Bunge
- Heliotropium taltalense (Phil.) I.M.Johnst.
- Heliotropium tenellum (Nutt.) Torr.
- Heliotropium thermophilum Kit Tan, A.Çelik & Gemici
- Heliotropium tiaridioides Cham.
- Heliotropium toratense I.M. Johnst.
- Heliotropium torreyi I.M. Johnst.
- Heliotropium transalpinum Vell.
- Heliotropium tubulosum E. Mey. ex DC.
- Heliotropium ulophyllum Rech. f. & Riedl
- Heliotropium veronicifolium Griseb.
- Heliotropium wigginsii I.M. Johnst.
- Heliotropium zeylanicum (Burm.f.) Lam.[2]